# Nyeleti Mondlane
Nyeleti Brooke Mondlane (ur. 17 stycznia 1962 w Nowym Jorku) – mozambicka polityczka.

## Życiorys
Jest córką Eduardo Chivambo Mondlane, profesora antropologii i Janet Rae Mondlane, doktor socjologii. Ukończyła szkołę podstawową o charakterze międzynarodowym w Tanzanii, od 1974 roku uczyła się w Mozambiku w szkole średniej Frelimo w Bagamoyo, a następnie w Ribaué. W 1987 roku uzyskała licencjat w naukach społecznych na The University of Manchester, uzyskała także certyfikat z zarządzania konfliktami na uniwersytecie w Uppsali. Ukończyła studia magisterskie z administracji publicznej na uniwersytecie w Liverpoolu.
W latach 1990–1994 pracowała jako asystentka dyrektora wykonawczego firmy LONRHO, a w latach 1990–1994 była menadżerką w firmie RIGOCHE. Od 1995 do 2001 roku działała w fundacji Eduardo Chivambo Mondlane, w 1999 roku koordynowała program walki z HIV/AIDS w Biurze Programu Narodów Zjednoczonych ds. Rozwoju, a w 2002 roku koordynowała program Positive Life. W latach 2004–2006 była przewodniczącą Wschodnioafrykańskiej Akademii Piłki Nożnej.

### Działalność polityczna
Dołączyła do Frontu Wyzwolenia Mozambiku, a także do Organizacji Kobiet Mozambiku. W wyborach powszechnych w 2009 roku została wybrana deputowaną do Zgromadzenia Republiki Mozambiku. W styczniu 2015 roku weszła w skład pierwszego rządu prezydenta Filipe Nyusiego jako wiceminister spraw zagranicznych. 24 listopada 2017 roku została mianowana ministrem młodzieży i sportu, zastąpiła na tej funkcji Alberta Nkutumulę. 22 stycznia 2020 roku weszła w skład drugiego rządu Nyusiego jako minister ds. płci, dzieci i działalności społecznej.